# Roselin à longue queue
Carpodacus sibiricus
Espèce
Synonymes
- Loxia sibirica Pallas, 1773 (protonyme)
- Uragus sibiricus

Statut de conservation UICN

 LC  : Préoccupation mineure
Le Roselin à longue queue (Carpodacus sibiricus) est une espèce de passereaux de la famille des Fringillidae.

## Morphologie
Cet oiseau mesure environ 16 cm.
Le mâle présente une calotte et une nuque blanc argenté. Le bas du front, les lores et le pourtour du bec sont rouge foncé. La face rouge rosé est parsemée de petites plumes blanches. Le dessous du corps gris crème est également marqué de touches rouge rosé.

## Comportement

### Alimentation
Elle comprend des graines d’absinthe (Artemisia absinthium) mais le bec pyrrhuloïde de l'espèce suggère aussi une adaptation à une nourriture partiellement composée de bourgeons. Les petits fruits du pommier baccifère (Malus baccata) et les graines de plusieurs graminées sont également consommés, puis viennent les bourgeons d’arbres et d’arbustes à la fin de l’hiver et au début du printemps.

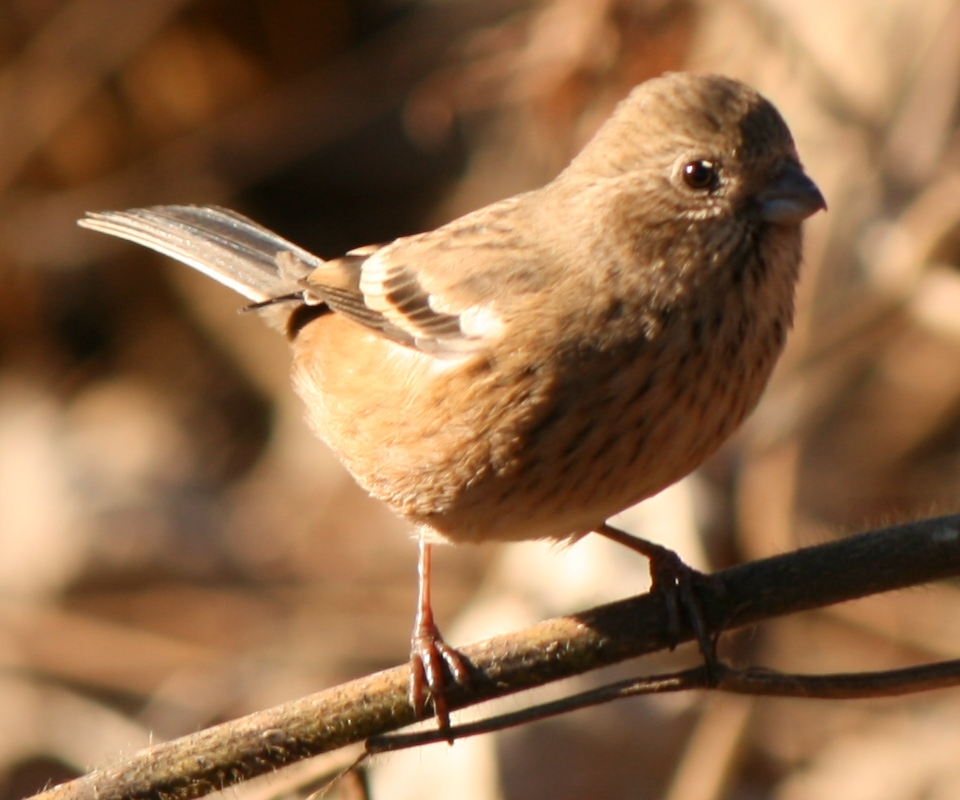
Femelle

### Reproduction

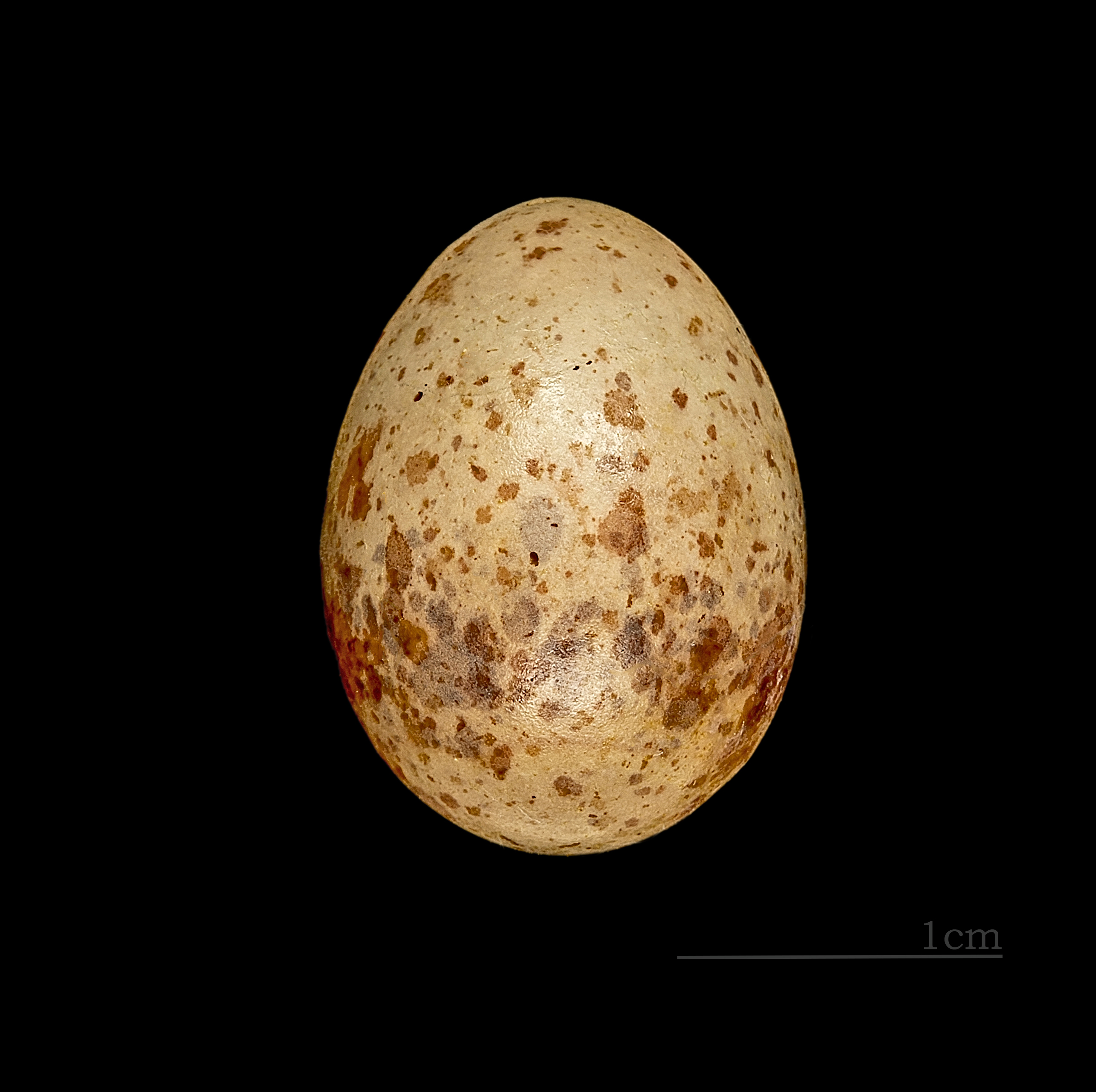
Œufs de Carpodacus sibiricus Muséum de Toulouse

Le site typique de nidification est un buisson dense dans une vallée fluviale. La femelle installe son nid assez près du sol et y pond de trois à six œufs bleutés et tachetés de noir. La forme du nid rappelle celle d’un nid de rousserolle en forme de cône renversé. Il est fait de tiges et de rameaux assemblés à des fibres végétales duveteuses avec un revêtement interne de ramilles et de poils.

## Répartition et habitat

### Répartition
Son aire s'étend à travers le sud de la Sibérie, le centre de la Chine et Hokkaido ; il hiverne au sud-ouest de l'Altaï, en Corée et au Japon. Ses habitats naturels sont les forêts tempérées, les broussailles tropicales ou subtropicales humides et les prairies tempérées.
Il se rencontre accidentellement en Europe, mais comme plusieurs autres roselins asiatiques, il est présent relativement fréquemment dans les oiselleries et de nombreux individus observés en Europe sont des oiseaux échappés de captivité.

### Habitat
Il fréquente les boisements à sous-bois développé, les forêts fluviales décidues et mixtes (pin, mélèze, bouleau, peuplier, aulne, saule...), les fourrés épineux, les versants couverts de broussailles, les bosquets marécageux, les bords des rivières buissonneux, les prairies humides, les formations de roseau et les zones herbeuses en plaine et jusqu’à 3 400 m d’altitude.

### Déplacements
Les jeunes se regroupent et vagabondent à travers l’aire de reproduction en quête de nourriture avant d’entreprendre des déplacements au long cours vers les zones d’hivernage. Les groupes migrateurs de jeunes et d’adultes partent généralement de la mi-septembre à octobre dès les premières chutes de neige. Puis ils séjournent dans leurs quartiers d’hiver et reviennent sur les sites de nidification en avril ou au début de mai. Cette espèce a fait l’objet d’observations depuis les années 1990 en Europe occidentale mais elles sont probablement liées à des spécimens échappés de captivité. Malgré ce phénomène, selon Ryabitsev & Wilson (1999), elle étend réellement sa distribution vers l’ouest de l’Eurasie.

## Systématique
L'espèce Carpodacus sibiricus a été décrite par le naturaliste allemand Peter Simon Pallas en 1773 sous le nom initial de Loxia sibirica.
Il fut placé dans le genre monotypique Uragus Keyserling & J.H. Blasius, 1840. L'étude phylogénique des Fringillidae de Zuccon et al. (2012) montre que cette espèce appartient clairement au clade des Carpodacus. Le Congrès ornithologique international, dans sa classification de référence 3.3 (2013), le place donc dans ce genre.

### Taxonomie
Liste des sous-espèces
D'après le Congrès ornithologique international, cette espèce est constituée des cinq sous-espèces suivantes (ordre phylogénique) :
- Carpodacus sibiricus sibiricus (Pallas, 1773) ;
- Carpodacus sibiricus ussuriensis (Buturlin, 1915 ;
- Carpodacus sibiricus sanguinolentus (Temminck & Schlegel, 1848) ;
- Carpodacus sibiricus lepidus (David & Oustalet, 1877) ;
- Carpodacus sibiricus henrici (Oustalet, 1892).